# Lenino (rejon totiemski)
Lenino (ros. Ленино) – wieś w Rosji, w rejonie totiemskim obwodu wołogodzkiego. W 2010 r. liczyła 13 mieszkańców.